# Halina Jaroszewiczowa

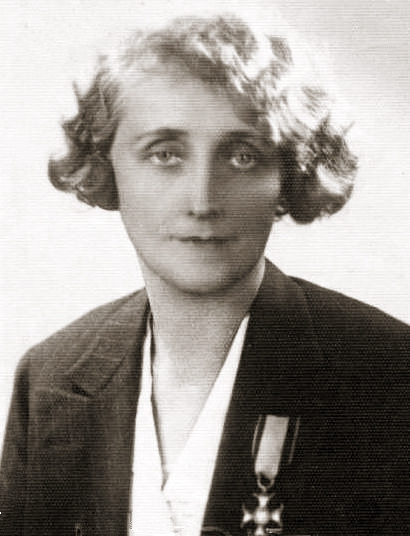
Halina Jaroszewiczowa

Halina Maria (Helena) Jaroszewiczowa (7 de novembro de 1892 - 21 de junho de 1940) foi uma política polaca no século XX que foi assassinada no massacre de Palmiry. Ela era membro do Sejm, o parlamento da Polónia.